# Ваља Оилор (Јаши)
Ваља Оилор (рум. Valea Oilor) насеље је у Румунији у округу Јаши у општини Балцаци. Oпштина се налази на надморској висини од 82 m.

## Становништво
Према подацима из 2002. године у насељу је живело 712 становника, од којих су сви румунске националности.